# Idioma paisachi
El paisachi, también conocido como paishachi, es un idioma extinto de la India antigua, mencionado como un medio de debate y la expresión literaria en varias fuentes budistas theravada, y en varias gramáticas prácritas y sánscritas de la antigüedad. No se sabe hasta qué punto se trataba de una lengua vernácula o una lengua artificial literaria, comparable a la lengua palí.
Los autores modernos consideran que la etimología sánscrita de paisacha (que significa ‘de los demonios’) es una broma o simplemente falsa. Como con la mayoría de los idiomas, el nombre parece ser transferido de un topónimo asociado con el país de origen del idioma. En algunas obras sánscritas ―como el poema Kavia-darsha, de Dandin, también se lo conoce con el nombre de bhuta-bhasha (‘idioma de los fantasmas demonios’).
En la actualidad no se conservan obras en ese. La única obra que se cree que está en paisaci es el Brijat-kathá (el gran relato), una gran colección de cuentos escritos en el siglo V d. C. Se sabe de él a través de su traducción y adaptación al sánscrito, realizada por Somadeva en el siglo XI con el nombre de Katha-sarit-sagara. Una de las series de relatos más famosas de esta obra es el Vikram y Vetal.
Acerca de la existencia del paisachi, Sheldon Pollock escribe:

Los lingüistas han identificado que proviene de un dialecto de la costa del océano Índico, cercano al idioma palí y al idioma munda de los habitantes de las montañas Vindhia. [...] De hecho, hay pocas razones para preocuparse en elegir: [...] el paishachi es el comodín en la baraja de los discursos sobre el lenguaje en el sur de Asia, al tener una condición exclusivamente legendaria, ya que se asocia con un solo texto perdido, el Brihat-kathá (el gran relato), que parece que no ha existido como un texto real sino como una categoría conceptual, que representa el Volksgeist, el gran repositorio de relatos populares. [...] En cualquier caso, aparte de esta obra legendaria (que «sobrevive» solo en un texto yaina majarastri y en varias adaptaciones en sánscrito), el idioma paisachi es irrelevante para la historia real de la literatura del sur de Asia.
Sheldon I. Pollock

El historiador Vishwanath Kashinath Rajwade afirma que algunas de las obras antiguas como el Krista-purana y el Majábharata (de Krisnadas Shama), compuestos en idioma konkani, revelan que el moderno konkani podría ser el sucesor del idioma paishachi.